# Roger Ronserail
Roger Paul Ronserail, né le 4 avril 1894 à Pau et mort le 26 février 1925 à Mont-de-Marsan, est un aviateur français.

## Présentation
À 17 ans, Roger Ronserail fréquente les aérodromes où grandit sa passion pour l'aviation. Il obtient son brevet de pilote et son baccalauréat à peu près en même temps, malgré les réticences de son père, secrétaire de rédaction au journal Le Petit Marseillais. Lorsque la Première Guerre mondiale est déclarée, il est mobilisé dans un régiment d'infanterie. Gravement blessé, il refuse la réforme à la sortie de l'hôpital et postule avec le grade caporal à un régiment d'aviation avant de partir en escadrille.

## Carrière

### Armée
Il se rend célèbre pour être « Le Vengeur de Pégoud », en abattant le 18 mai 1916 avec l'aide de son mitrailleur, le soldat Marius Montels, l'aviateur Kandulski (le pilote allemand qui avait lui-même abattu Adolphe Pégoud « as de la guerre 1914-1918 » quelques mois auparavant), au nord-ouest de Mulhausen.
Très proche des frères Navarre, il assiste au décès de Pierre Navarre le 15 novembre 1916 et lui ferme les yeux. En souvenir de cette amitié, il survole au début de l'année 1925 le cimetière de Tartas où son ami est inhumé pour laisser choir sur sa tombe la gerbe du souvenir.
Au cours du conflit, il est tour à tour pilote à la C34, C42 et la N75. Blessé à treize reprises, il abat sept avions allemands.

### Civil
À la fin de la guerre, il est démobilisé et trouve un travail dans le civil : il est recruté par le Zoo Circus des frères Jules et Alfred Court en tant que pilote publicitaire. À bord d'un Caudron biplan rouge, propulsé par un moteur de 80 chevaux, il survole la parade du cirque et se livre à des acrobaties en lâchant des tracts publicitaires. Ce métier dangereux entraine des accidents dont un lui est fatal.
Le 24 février 1925, à Agen, pour répondre au défi d'un pilote local, il passe en rase-motte après avoir suivi le cours de la Garonne, sous la passerelle reliant Agen au Passage d'Agen. Il heurte sans dommage apparent un câble sous le tablier. 
Deux jours plus tard, le 26 février 1925, il survole Mont-de-Marsan sous la pluie à une hauteur comprises entre 800 et 1 000 mètres pour annoncer la venue du cirque. Une aile se relève brusquement pour s'abattre contre l'appareil. À environ 200 mètres du sol, l'aile est arrachée et l'appareil chute en tournoyant avant de s'écraser sur le terrain de football du stade de l'Argenté, à quelques mètres des tribunes et à 100 mètres du point de chute de l'aile. Le corps du pilote est fracassé parmi les débris de son appareil auquel il est encore attaché tandis que le moteur est retrouvé profondément enfoncé dans le sol. Sont décès constitue le premier accident aéronautique mortel de Mont-de-Marsan.

## Postérité
Agé de 30 ans au moment de son décès, il laisse deux fillettes et une jeune épouse, qui apprend la nouvelle à Cazaubon où se trouve le cirque au moment de l'accident. Il est inhumé au cimetière du Centre de Mont-de-Marsan.

## Hommages

### Décorations
Il est détenteur des décorations suivantes :
- Médaille militaire
- Croix de guerre 1914–1918

Il fait l'objet de cinq citations (trois Armées, une Corps d'armée, une Division).

### Odonymie
Une rue de Grenoble porte son nom en son hommage, la « rue Roger Ronserail ».

## Galerie

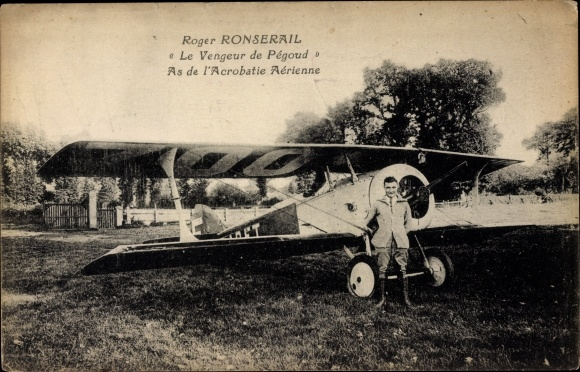
Carte postale Roger Ronserail, Le Vengeur de Pégoud, As de l'Acrobatie Aérienne.
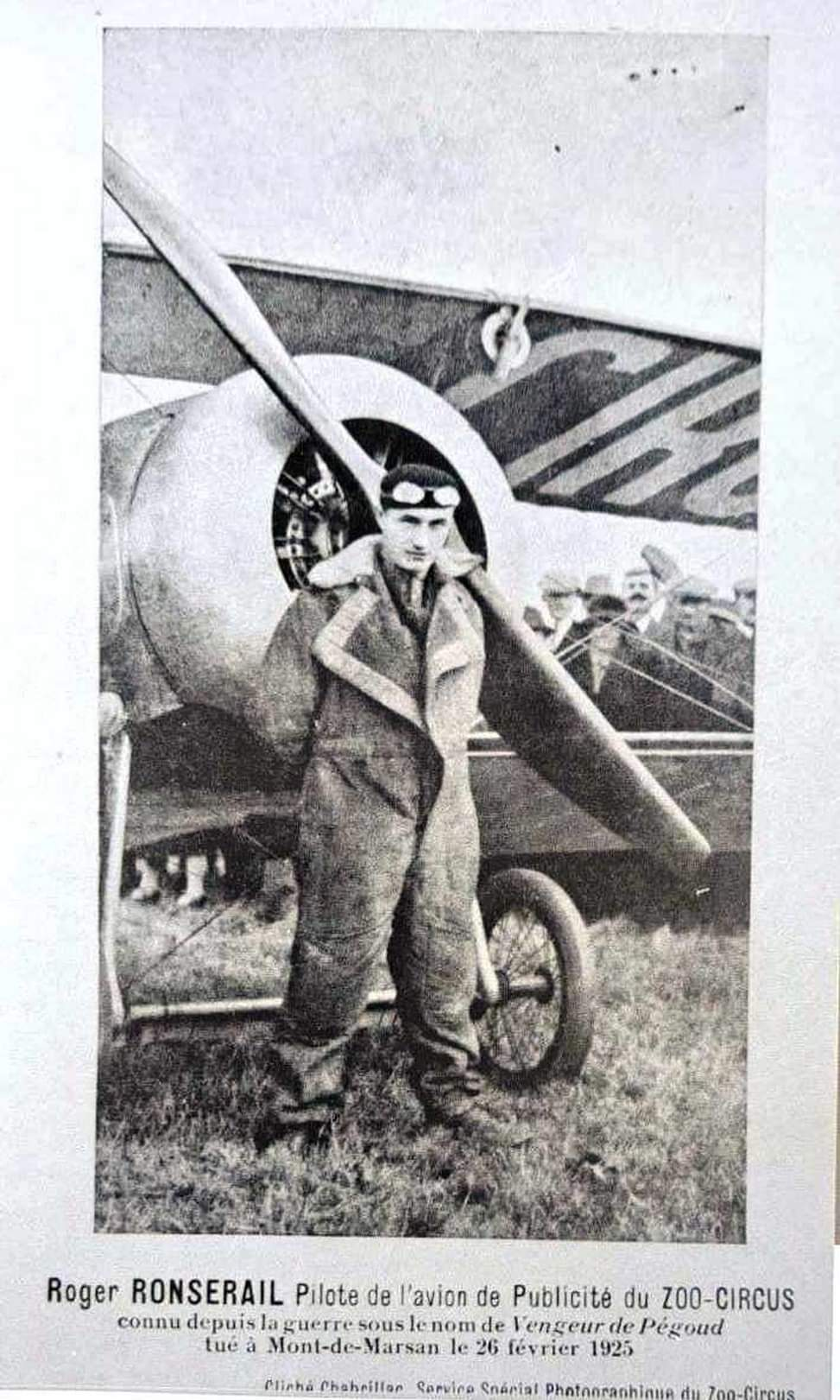
Roger Ronserail, pilote de l'avion de publicité du Zoo-Circus, connu depuis la Première Guerre mondiale sous le nom de Vengeur de Pégoud.
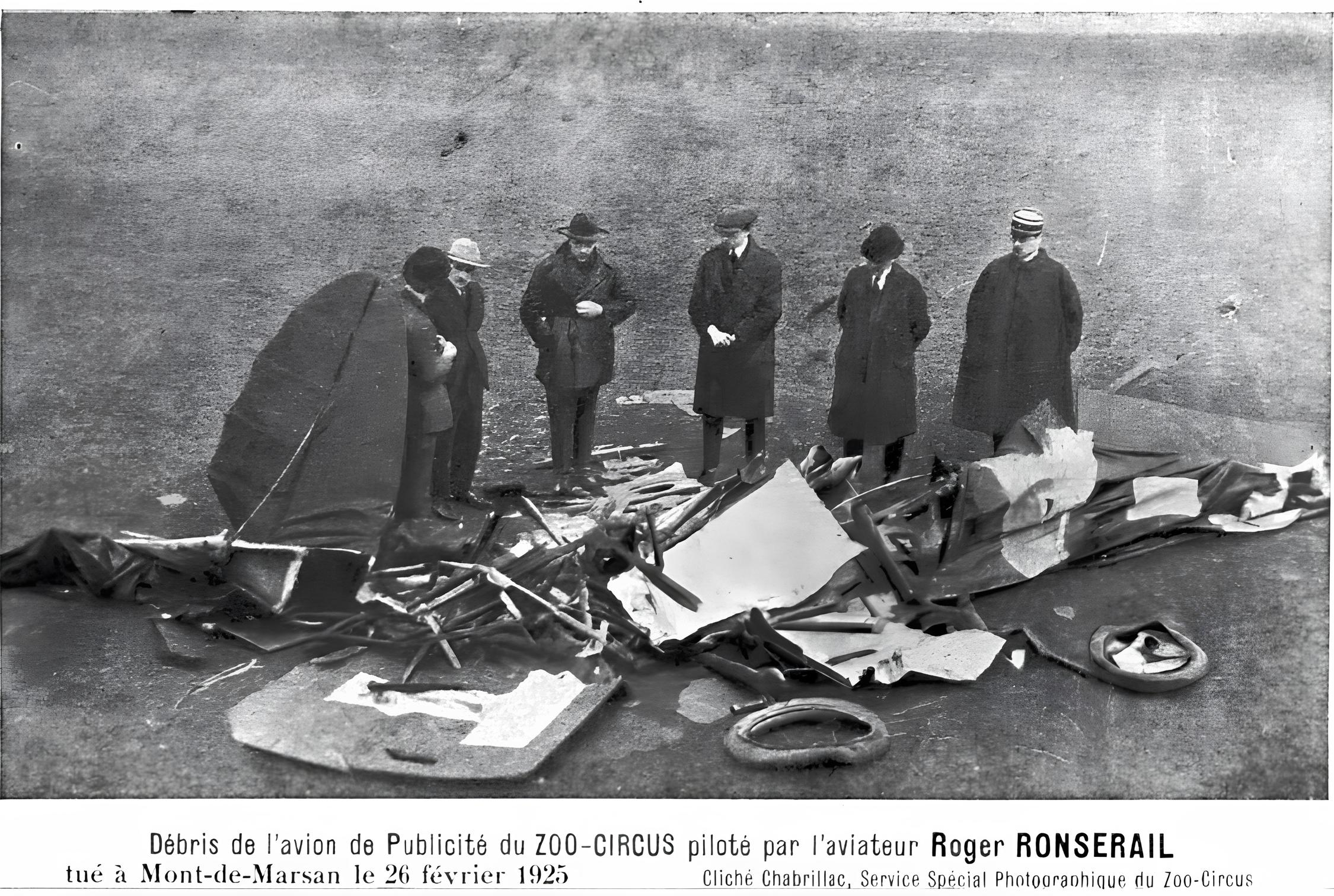
Débris de l'avion de publicité du Zoo-Circus piloté par Roger Ronserail, tué à Mont-de-Marsan le 26 février 1925.